# Baeyer-Pyridinsynthese
Die Baeyer-Pyridinsynthese, benannt nach dem deutschen Chemiker Adolf von Baeyer, ist eine Namensreaktion aus dem Bereich der  organischen Chemie und wurde 1910 erstmals beschrieben. Mit der Baeyer-Pyridinsynthese können  Pyran-Derivate und  Pyron-Derivate zu Pyridin-Derivaten umgesetzt werden.

## Übersichtsreaktion
Das Pyran I wird zunächst mit Dimethylsulfat und Perchlorsäure zu einem Oxoniumsalz umgesetzt. Das Oxonium II reagiert anschließend mit Derivaten des Ammoniaks zum Pyridin III.

## Reaktionsmechanismus
Der nachfolgende Mechanismus wird in der Literatur beschrieben:
Im ersten Schritt der Synthese lagert sich das Amin an den aromatischen Ring des Oxoniums 1 an, wodurch es zu einer Ringöffnung kommt und Verbindung 2 entsteht. Es kommt zu einer Elektronenumlagerung, wobei das freie Elektronenpaar des Stickstoffs den Ring anschließend wieder schließen kann und Verbindung 3 entsteht. Durch Wasserabspaltung entsteht  die  Pyridiniumverbindung 4. Durch einen nucleophilen Angriff wird schließlich deprotoniert, es entsteht Pyridin (5).

## Weiterführende Literatur
- Karl Dimroth:  Neuere Methoden der präparativen organischen Chemie III. 3. Aromatische Verbindungen aus Pyryliumsalzen  In: Angewandte Chemie. 72, 1960, S. 331–358, doi: 10.1002/ange.19600721002.

- Alexandru T. Balaban und Costin D. Nenitzescu:  Aluminiumchlorid‐Katalysen, XXVII Eine Synthese von Pyryliumsalzen aus Säurechloriden und Olefinen  In: European Journal of Organic Chemistry. 625, 1959, S. 74–88, doi: 10.1002/jlac.19596250110.